# كلينت إيسرز
كلينت إيسرز (بالهولندية: Clint Essers)‏ (21 يناير 1997 بماستريخت في هولندا - ) هو لاعب كرة قدم هولندي في مركز الدفاع.

## روابط خارجية
- كلينت إيسرز على موقع قاعدة بيانات كرة القدم.إي يو (الإنجليزية)
- كلينت إيسرز على موقع Soccerway.com (الإنجليزية)